# Ramón Gil Roldán
Ramón Gil-Roldán y Martín (Santa Cruz de Tenerife, 28 de febrer de 1881 - 23 d'octubre de 1940) fou un polític, advocat, periodista i escriptor canari. Era d'idees republicanes i autonomistes.
Llicenciat en Dret per la Universitat de Sevilla (1906), va ser mestre nacional, advocat, catedràtic de Dret Romà i Història del Dret en la Universitat de la Laguna i president de la Junta d'Obres del Port de Santa Cruz de Tenerife (1931-1933), així com Diputat a Corts a les eleccions generals espanyoles de 1931 pel Partit Republicà Radical De Tenerife, i president de la Mancomunitat Provincial Interinsular de Santa Cruz de Tenerife fins a 1936.
En 1908 va participar en l'Assemblea De Tenerife, i va defensar la Llei de Cabildos Insulars de 1912. Es va oposar a la divisió provincial, i va defensar l'autonomia de Canàries, participant en l'intent d'elaboració d'un estatut d'autonomia, frustrat per la Guerra Civil Espanyola.
En 1915 actuà com a mestre de cerimònies en la inauguració del Teatre Leal, a San Cristóbal de La Laguna. Va escriure peces com El Crimen de Arguayo o el poema de La Tierra y la Raza (inclosa en la Cantata del Mencey Loco).